# Palazzo di Parte Guelfa

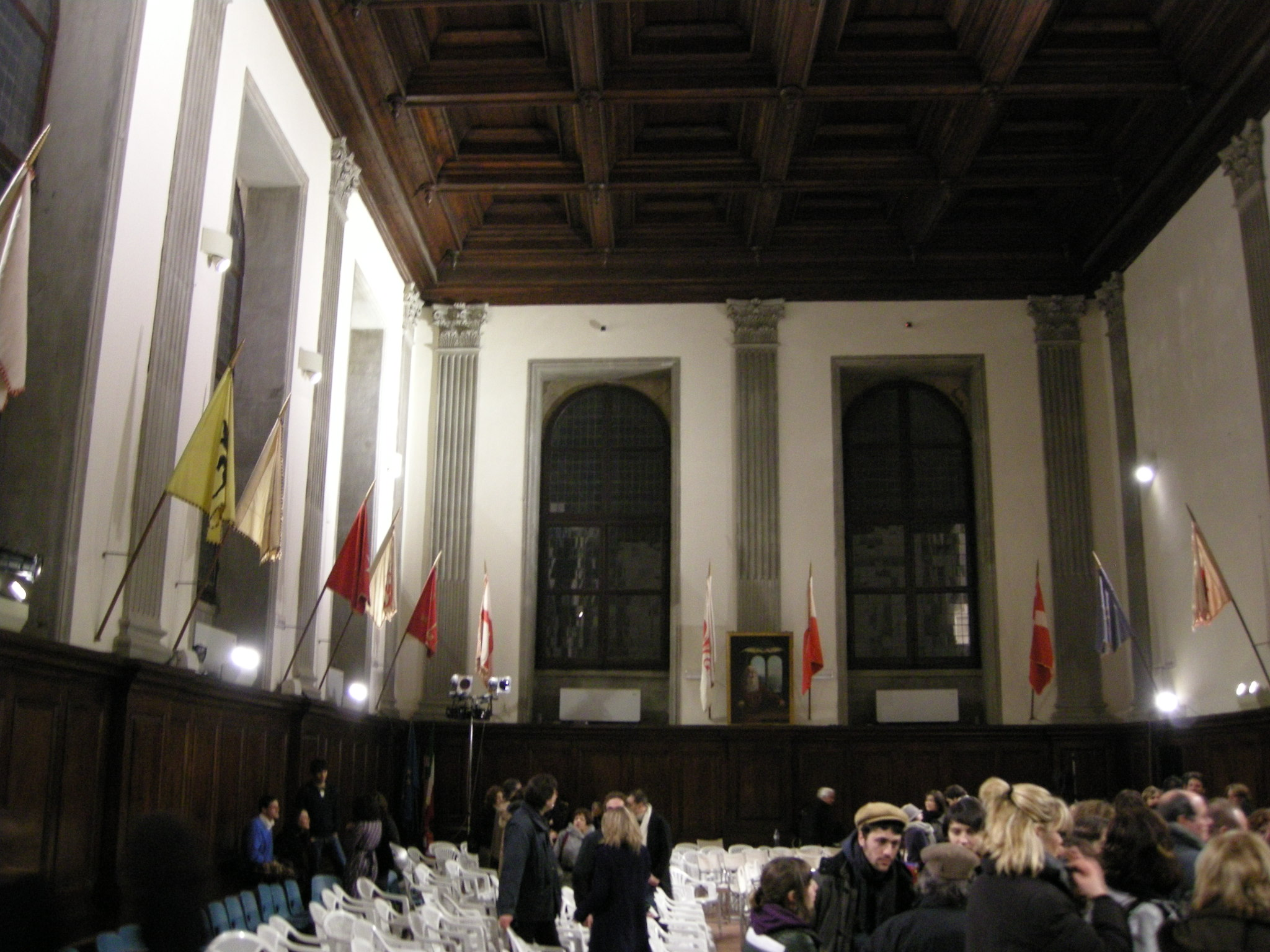
Salle Brunelleschi.

Le Palazzo di Parte Guelfa (également appelé Palagio di Parte Guelfa) est un bâtiment historique situé à Florence, en Italie centrale. Pendant le Moyen Âge, il était le siège médiéval du parti guelfe dans la ville (Parte Guelfa). Il se trouve de l'autre côté de la ruelle du Palazzo Canacci (en).

## Histoire
Selon la chronique  de Giovanni Villani, en 1267, le parti guelfe florentin ne possédait pas de siège et tenait ses réunions dans l'église de Santa Maria Sopra Porta (en). Au début du XIVe siècle, un premier bâtiment fut érigé près de l'église, auquel, au siècle suivant, une autre construction sur la Via delle Terme moderne et une plus grande au coin de la via di Capaccio furent ajoutées (cette dernière abritait la salle de réunion). Selon certaines sources, Filippo Brunelleschi aurait été impliqué dans la conception de la salle au premier étage.
La construction, interrompue pendant la guerre avec Lucques et Milan, reprit probablement à partir des années 1430. Vers 1452, Maso di Bartolomeo acheva la décoration de la salle de Brunelleschi. Au XVIe siècle, Giorgio Vasari y ajouta un plafond à caissons, ainsi qu'un nouvel escalier et d'autres sections. En 1921, l'ensemble du complexe subit une vaste rénovation dans un style néo-médiéval. La fresque de façade de Gherardo Starnina et les peintures de Giotto à l'intérieur étaient déjà perdues à l'époque. Les œuvres restantes comprennent une lunette de Luca della Robbia (au-dessus du portail de façade), provenant de l'église démolie de San Pier Buonconsigio, une petite loggia de Vasari et un blason des Médicis sculpté par Giambologna.
Il fut à nouveau endommagé pendant la Seconde Guerre mondiale, puis restauré. Il abrite actuellement des réunions et des conventions, des expositions culturelles, et est le siège de l'organisation du Calcio Storico Fiorentino et des reconstitutions historiques de la République florentine.
En 2015, une archiconfrérie catholique Parte Guelfa fut établie par le maire de Florence dans le Palagio di Parte Guelfa. Cette organisation se considère comme le successeur spirituel de la confrérie guelfe établie en 1266 par le pape Clément IV.

## Sources
- Sara Benzi, Il Palagio di Parte Guelfa a Firenze, Florence University Press, 2006